# Cetatea de Baltă
Cetatea de Baltă (en hongrois Küküllővár, en allemand Kokelburg) est une commune située au point le plus à l'est du județ d'Alba, dans la région de Transylvanie en Roumanie.
Cette localité tire ses noms hongrois et allemand de la rivière Târnava (en hongrois Küküllő, en allemand Kokel). Son nom roumain signifie « le château fort de l'étang ». La commune se trouve dans une région viticole réputée.

## Géographie
La commune de est située sur la rivière Târnava Mică, à 15 km de Târnăveni et à 21 km de Blaj.
La commune est composée des localités suivants :
- Cetatea de Baltă - siège de la commune
- Crăciunelu de Sus
- Sântămărie
- Tătârlaua

## Histoire
La première mention écrite de la commune date de 1197 sous le nom de « Villa Cuculiensis castri ».

## Politique
| Parti | Parti                                      | Sièges |
| ----- | ------------------------------------------ | ------ |
|       | Parti national libéral (PNL)               | 8      |
|       | Parti social-démocrate (PSD)               | 2      |
|       | Union démocrate magyare de Roumanie (UDMR) | 2      |
|       | Parti Mouvement populaire (PMP)            | 1      |

## Démographie
Lors de ce recensement de 2011, 45,97 % de la population se déclarent roumains, 31,12 % comme roms et 16,75 % hongrois (5,69 % ne déclarent pas d'appartenance ethnique et 0,44 % déclarent appartenir à une autre ethnie).
En 2002, la composition religieuse de la commune était la suivante :
- Chrétiens orthodoxes, 71,46 % ;
- Réformés, 18,09 % ;
- Catholiques grecs, 5,28 % ;
- Pentecôtistes, 1,98 % ;
- Chrétiens évangéliques, 1,76 %.
- Baptistes, 0,65 % ;
- Catholiques romains, 0,59 %.

## Économie
L'économie de la commune repose sur l'agriculture et notamment sur la viticulture.

## Communications

### Routes
- route départementale DJ 117

### Voies ferrées
- ligne 307 Blaj-Târnăveni-Praid

## Lieux et monuments
- les ruines d'une forteresse bimillénaire,
- une église réformée calviniste (initialement catholique romaine) construite du XIIIe siècle au XVe siècle abritant quelques fresques, dont une tête de tartare,
- le Château Bethlen-Haller.